# Aseptis
Aseptis is een geslacht van motten van de familie Noctuidae.

## Soorten
- Aseptis fumeola- soortengroep 
  - Aseptis ethnica (Smith, 1899)
  - Aseptis fanatica Mustelin, 2006
  - Aseptis ferruginea Mustelin, 2000
  - Aseptis fumeola (Hampson, 1908)
  - Aseptis murina Mustelin, 2000
- Aseptis lichena- soortengroep 
  - Aseptis lichena (Barnes & McDunnough, 1912)
  - Aseptis pseudolichena Mustelin & Leuschner, 2000
- Niet geplaatst bij een soortgroep 
  - Aseptis binotata (Walker, 1865)
  - Aseptis catalina (Smith, 1899)
  - Aseptis characta (Grote, 1880)
  - Aseptis fumosa (Grote, 1879)
  - Aseptis perfumosa (Hampson, 1918)
  - Aseptis serrula (Barnes & McDunnough, 1918)
  - Aseptis susquesa (Smith, 1908)
  - Aseptis torreyana Mustelin, 2006

## Voormalige soorten
- Aseptis adnixa (Grote, 1880)
- Aseptis bultata (Smith, 1906)
- Aseptis cara (Barnes & McDunnough, 1918)
- Aseptis dilara (Strecker, 1899)
- Aseptis genetrix (Grote, 1878)
- Aseptis marina (Grote, 1874)
- Aseptis monica (Barnes & McDunnough, 1918)
- Aseptis pausis (Smith, 1899)
- Aseptis paviae (Strecker, 1874)